# Neue Künstlervereinigung München

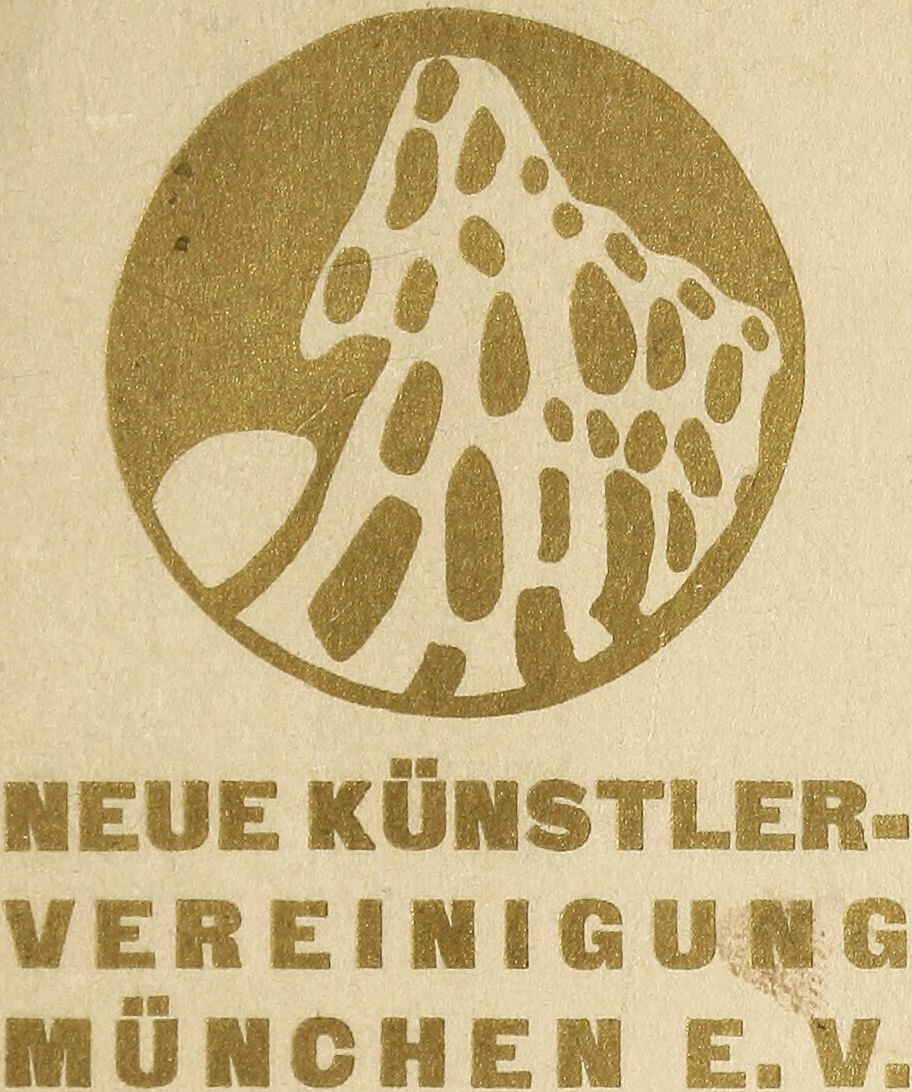
Sello de la Nueva Asociación de Artistas de Múnich (NKVM) formada en 1909

La Neue Künstlervereinigung München (abreviado NKVM; traducido del alemán como «Nueva Asociación de Artistas de Múnich») fue un grupo de artistas que se formó en 1909 en torno a Wassily Kandinsky y prefiguró Der Blaue Reiter, la primera secesión modernista considerada como precursora y pionera del arte moderno de la Alemania del siglo XX.

## Historia
Sus miembros fundadores fueron Wassily Kandinsky (quien propuso inicialmente la creación del grupo), Alexej von Jawlensky, Marianne von Werefkin, Gabriele Münter, Adolf Erbslöh, Charles Johann Palmié y Alexander Kanoldt.
Las principales figuras se reunieron en 1909 para estudiar en Múnich. Entre el mismo 1909 y 1911, la NKVM organizó tres ciclos de exposiciones. El primero mostró al grupo original y artistas invitados, el segundo se expandió para incluir a artistas de vanguardia internacionales tales como Pablo Picasso y Georges Braque, y el tercero y último prescindió de la mayoría de los artistas anteriores, especialmente los secesionistas de Der Blaue Reiter que habían organizado su propia exposición paralela en la misma galería, como consecuencia de las tensiones en el seno de la NKVM.

## Exposiciones

### Primera exposición
El primer ciclo expositivo tuvo lugar entre el 1 y el 15 de diciembre de 1909 en la Moderne Galerie Thannhauser de Múnich e incluyó 128 obras de 16 artistas: Paul Baum, Wladimir von Bechtejeff, Erma Bossi, Emmi Drester, Robert Eckert, Adolf Erbslöh, Pierre Girieud, Karl Hofer, Alexej von Jawlensky, Vassily Kandinsky, Alexander Kanoldt, Moïse Kogan, Alfred Kubin, Gabriele Münter, Carla Pohle y Marianne von Werefkin.

### Segunda exposición
El segundo ciclo tuvo lugar entre el 1 y el 14 de septiembre de 1910, también en la galería Thannhauser. Se expusieron 115 obras de 29 artistas: Wladimir von Bechtejeff, Erma Bossi, Georges Braque, David Bourliouk, Vladimir Bourliouk, Vassily Denissov, André Derain, Kees van Dongen, Francisco Durrio, Adolf Erbslöh, Henri Le Fauconnier, Pierre Girieud, Hermann Haller, Bernhard Hoetger, Alexej von Jawlensky, Eugen von Kahler, Vassily Kandinsky, Alexander Kanoldt, Moïse Kogan, Alfred Kubin, Alexander Mogilewski, Gabriele Münter, Adolf Nieder, Pablo Picasso, Georges Rouault, Edwin Scharff, Séraphin Soudbinine, Maurice de Vlaminck y Marianne von Werefkin.

### Tercera exposición
El tercer ciclo se expuso en la misma galería entre el 18 de diciembre de 1911 y el 1 de enero de 1912.
Sin embargo, se trataba de dos exposiciones paralelas que revelaban la escisión de la NKVM y la creación del nuevo movimiento Der Blaue Reiter.
La NKVM expuso 58 obras de 8 artistas: Wladimir von Bechtejeff, Erma Bossi, Adolf Erbslöh, Pierre Girieud, Alexej von Jawlensky, Alexander Kanoldt, Moïse Kogan y Marianne von Werefkin. Por su parte, Der Blaue Reiter expuso 43 obras de 14 artistas: Henri Rousseau, Albert Bloch, David Burljuk, Wladimir Burljuk, Heinrich Campendonk, Robert Delaunay, Elisabeth Epstein, Eugen von Kahler, Wassily Kandinsky, August Macke, Franz Marc, Gabriele Münter, Jean Bloé Niestlé y Arnold Schönberg.